# Burcht van Voorne

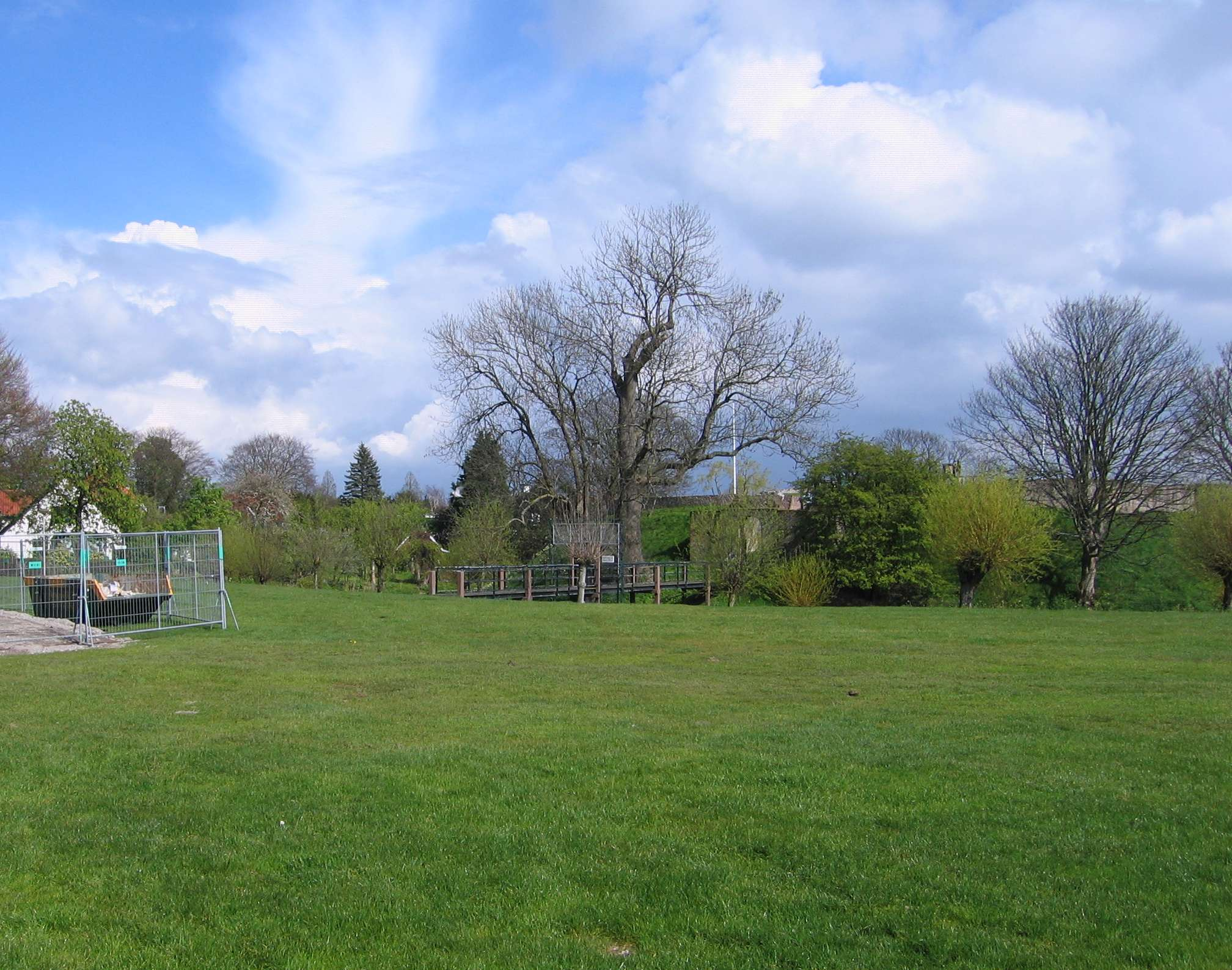
Burcht van Voorne.

De Burcht van Voorne of Jacoba Burcht, een mottekasteel gelegen in de plaats Oostvoorne (gemeente Voorne aan Zee) in de Nederlandse provincie Zuid-Holland, werd gebouwd in opdracht van de Heren van Voorne. Omdat het complex begin 15e eeuw als buitenverblijf voor Jacoba van Beieren fungeerde wordt de nog aanwezige ruïne/reconstructie ook wel Jacoba Burcht genoemd.
Met de naam 'burcht' duidt men een versterkte ruimte aan waarbinnen men zich in tijd van nood kon terugtrekken. Het oudste deel, de donjon, werd vermoedelijk gebouwd in de tweede helft van de 12e eeuw. Waarschijnlijk zijn Floris van Voorne (1156-1174) of Dirk I van Voorne (1175-1189) de opdrachtgevers geweest.
De reden voor de bouw was waarschijnlijk een strategische, namelijk het optrekken van een versterking tegen vijanden die via de Maasmonding zouden willen binnenvallen. Door te bouwen op een motte, een aangelegde zandheuvel, had men een beter zicht over de Maasmond en het omliggende land.
De burcht was - en is nog steeds - omgeven door een gracht en bestond uit de donjon en later ook een ringmuur en een poortgebouw. Waar nu een weiland is stonden de gebouwen die bij de burcht hoorden, de voorburcht. De donjon werd normaal niet bewoond maar diende uitsluitend als versterking waarin men zich in tijd van gevaar terug kon trekken. De bewoonde voorburcht lag in hoefijzervorm tegen de zuidwestkant van de gracht. Sinds 1277 stond daar ook een kapel.
Door problemen met de fundering was de burcht reeds in de 17e eeuw verworden tot een ruïne. De huidige overblijfselen waren tot 15 januari 2016 eigendom van de staat en goed geconserveerd door de Rijksgebouwendienst (Rijksmonumentnr. 38897). 
Dit monument is op 15 januari 2016 overgedragen aan Monumentenbezit.
De overblijfselen zijn te bezichtigen. Meerdere straatnamen in Oostvoorne verwijzen naar de aanwezigheid van de overblijfselen van de burcht. Voorbeelden zijn: Ridderlaan, Hoektoren, Ringmuur, Kantelenweg, Donjonweg en Schepenenweg.
De burcht is een rijksmonument.